# Galbiate
Galbiate est une commune italienne de la province de Lecco dans la région Lombardie en Italie.

## Administration
| Période                                  | Période  | Identité        | Étiquette       | Qualité |
| ---------------------------------------- | -------- | --------------- | --------------- | ------- |
| 25/05/2014                               | en cours | Benedetto Negri | Centro Sinistra |         |
| Les données manquantes sont à compléter. |          |                 |                 |         |

### Communes limitrophes
Annone di Brianza, Civate, Colle Brianza, Ello, Garlate, Lecco, Malgrate, Oggiono, Olginate, Pescate, Valgreghentino, Valmadrera